# Туроверово-Глубокинский
Туроверово-Глубокинский — хутор в Миллеровском районе Ростовской области. Входит в состав Верхнеталовского сельского поселения.

## География

### Улицы
| - ул. Абрикосовая, - ул. Береговая, - ул. Березовая, - ул. Железнодорожная, | - ул. Луговая, - ул. Лунная, - ул. Мостовая, - пер. Зелёный. |

## История
Хутор Туроверово-Глубокинский был основан близ реки Глубокой. Его от окружной станицы отделяло расстояние в 60 верст. Скорее всего, название хутора произошло от фамилии старшины Ивана Туровера и по названию реки Глубокой. В документах сохранились данные, что по состоянию на 1757 год проходило рассмотрение дела «Об оставлении в Каменском станичном юрту старшины Ивана Туроверова с товарищи хуторов с переноса и прочее». По состоянию на 1763 год в этом населённом пункте было 24 жителя мужского пола. Иван Туроверов был женат на Марфе Туроверовой. По состоянию на 1800 год в ее собственности находился посёлок, территория которого располагалась около речки Глубокой. На этой земле у Марфы Туроверовой проживало 67 людей. Не известно, как звали ее сына, но сохранились упоминания о невестке - Ефимии Туроверовой, которой принадлежало 20 крестьян на том же хуторе. По состоянию на 1819-1822 год в посёлке Туроверовом было расположено 20 дворов. Насчитывалось 63 жителя мужского пола и 57 женского пола. По состоянию на 1925 год хутор Туроверов-Глубокинский относился к Первому Тарасовскому району. Его разделяли 4 версты от хутора Верхне-Таловский и 15 верст от слободы Тарасовской. В этот период на хуторе насчитывалось 167 дворов.

## Население
| 2010 |
| ---- |
| 289  |